# Frederico Melo
Frederico Ricciardi Pinheiro de Melo (Azusa, Estados Unidos, 13 de julio de 1987) es un deportista portugués que compite en vela en la clase Star.
Ganó dos medallas de oro en el Campeonato Europeo de Star, en los años 2019 y 2020.

## Palmarés internacional
| \| Campeonato Europeo \| Campeonato Europeo \| Campeonato Europeo \| Campeonato Europeo \| \| Año \| Lugar \| Medalla \| Clase \| \| ------------------ \| ----------------------- \| ------------------ \| ------------------ \| \| 2019 \| Riva del Garda (Italia) \| Medalla de oro \| Star \| \| 2020 \| Riva del Garda (Italia) \| Medalla de oro \| Star \| |                         |                |       |
| Campeonato Europeo |                         |                |       |
| Año | Lugar                   | Medalla        | Clase |
| 2019 | Riva del Garda (Italia) | Medalla de oro | Star  |
| 2020 | Riva del Garda (Italia) | Medalla de oro | Star  |